# Nathan Ismar
Nathan Ismar (30 de marzo de 1999) es un deportista de Francia que compite en atletismo. Ganó una medalla de plata en el Campeonato Europeo de Atletismo Sub-23 de 2021, en la prueba de salto de altura.